# Springfield (hrabstwo St. Croix)
Springfield – miasto w Stanach Zjednoczonych, w stanie Wisconsin, w hrabstwie St. Croix.